# Rivière Torbeck
La rivière Torbeck est un cours d'eau qui coule à Haïti dans le département du Sud et l'arrondissement des Cayes, et un petit fleuve côtier qui a son embouchure en Mer des Caraïbes. 

## Géographie
La Ravine du Sud prend sa source dans les contreforts du pic de Macaya situé dans le massif de la Hotte. Elle s'écoule vers le Sud est traverse les villages de Poteau, Piloge, Périgny, Dumortier, Cassangne-Finca et La Croix. Elle rejoint la mer des Caraïbes au niveau de la ville portuaire de Torbeck, en face de l'île à Vache.

## Travaux de maintenance et de restructuration
En 2002, lors de l'ouragan Lili, la rivière Torbeck a débordé et inondé le quartier de "Poteau" au centre de la ville de Torbeck. Les autorités locales ont décidé le drainage de la rivière à la hauteur du quartier de Poteau et de la protection des berges de la rivière de Torbeck. Ce projet permettra de réduire considérablement le risque des inondations. La Direction Départementale du Sud du Ministère de l’Environnement, la Mairie de Torbeck et les organisations de la société civile ont mis en œuvre le Programme des Nations unies pour le Développement (PNUD) et son financement lié à hauteur de 31 millions de gourdes pour le projet qui comprend notamment la construction de 430 mètres linéaires de canal de drainage, le curage de 1.500 mètres linéaires de canal et l’érection de 182 mètres linéaires de murs de soutènement. Il consiste aussi à construire 250 mètres linéaires de seuils en gabionnage et de curer 250 mètres linéaires du lit de la rivière.
En juillet 2007, un nouveau pont, d'une longueur de 60 mètres a été inauguré sur la rivière Torbeck. 